# Xenija Faiskanowa
Xenija Faiskanowa (* 28. Mai 1995) ist eine ehemalige kirgisische Leichtathletin, die sich auf den Mittelstreckenlauf spezialisiert hat.

## Sportliche Laufbahn
Erste internationale Erfahrungen sammelte Xenija Faiskanowa im Jahr 2014, als sie bei den Hallenasienmeisterschaften in Hangzhou in 4:30,39 min den fünften Platz im 1500-Meter-Lauf belegte und über 800 Meter in 2:14,47 min die Silbermedaille hinter der Kasachin Tatjana Jurtschenko gewann. Anschließend belegte sie bei den Juniorenasienmeisterschaften in Taipeh in 4:28,91 min den vierten Platz über 1500 Meter und wurde in 2:09,54 min auch im 800-Meter-Lauf Vierte. Daraufhin schied sie bei den Asienspielen in Incheon mit 2:11,62 min in der Vorrunde über 800 Meter aus. Im Jahr darauf gewann sie bei den Asienmeisterschaften in Wuhan in 4:35,42 min die Bronzemedaille über 1500 Meter hinter der Chinesin Zhao Jing und Maya Iino aus Japan und ging im Finale über 800 Meter nicht mehr an den Start. Daraufhin gelangte sie bei der Sommer-Universiade in Gwangju mit 4:29,83 min auf Rang elf über 1500 Meter. 2016 belegte sie bei den Hallenasienmeisterschaften in Doha in 2:10,93 min den fünften Platz über 800 Meter. Im selben Jahr beendete sie ihre aktive sportliche Karriere im Alter von 21 Jahren.

## Persönliche Bestleistungen
- 800 Meter: 2:09,39 min, 6. Juni 2015 in Wuhan
  - 800 Meter (Halle): 2:10,93 min, 21. Februar 2016 in Doha
- 1500 Meter: 4:26,01 min, 25. Juli 2015 in Almaty
  - 1500 Meter (Halle): 4:30,39 min, 15. Februar 2014 in Hangzhou